# (22031) 1999 XA137
1999 أكس أي 137 (ويعرف أيضًا باسم (22031) 1999 أكس أي 137 وفق تسمية الكوكب الصغير) (بالإنجليزية: 1999 XA137)‏ هو كويكب ضمن حزام الكويكبات؛ وترتيبه 22031 من حيث الاكتشاف.
اكتُشف هذا الجُرم الفلكي بواسطة Charles W. Juels ‏ في 14 ديسمبر 1999.

## وصلات خارجية
- (22031) 1999 XA137 في قاعدة بيانات مختبر الدفع النفاث لأجرام النظام الشمسي الصغيرة

- الاكتشاف · مخطط المدار ·  العناصر المدارية · المعلمات المادية

- (22031) 1999 XA137 على موقع ويكي سكاي: DSS2, SDSS, GALEX, IRAS, Hydrogen α, X-Ray, Astrophoto, Sky Map, Articles and images